# René Laurentin

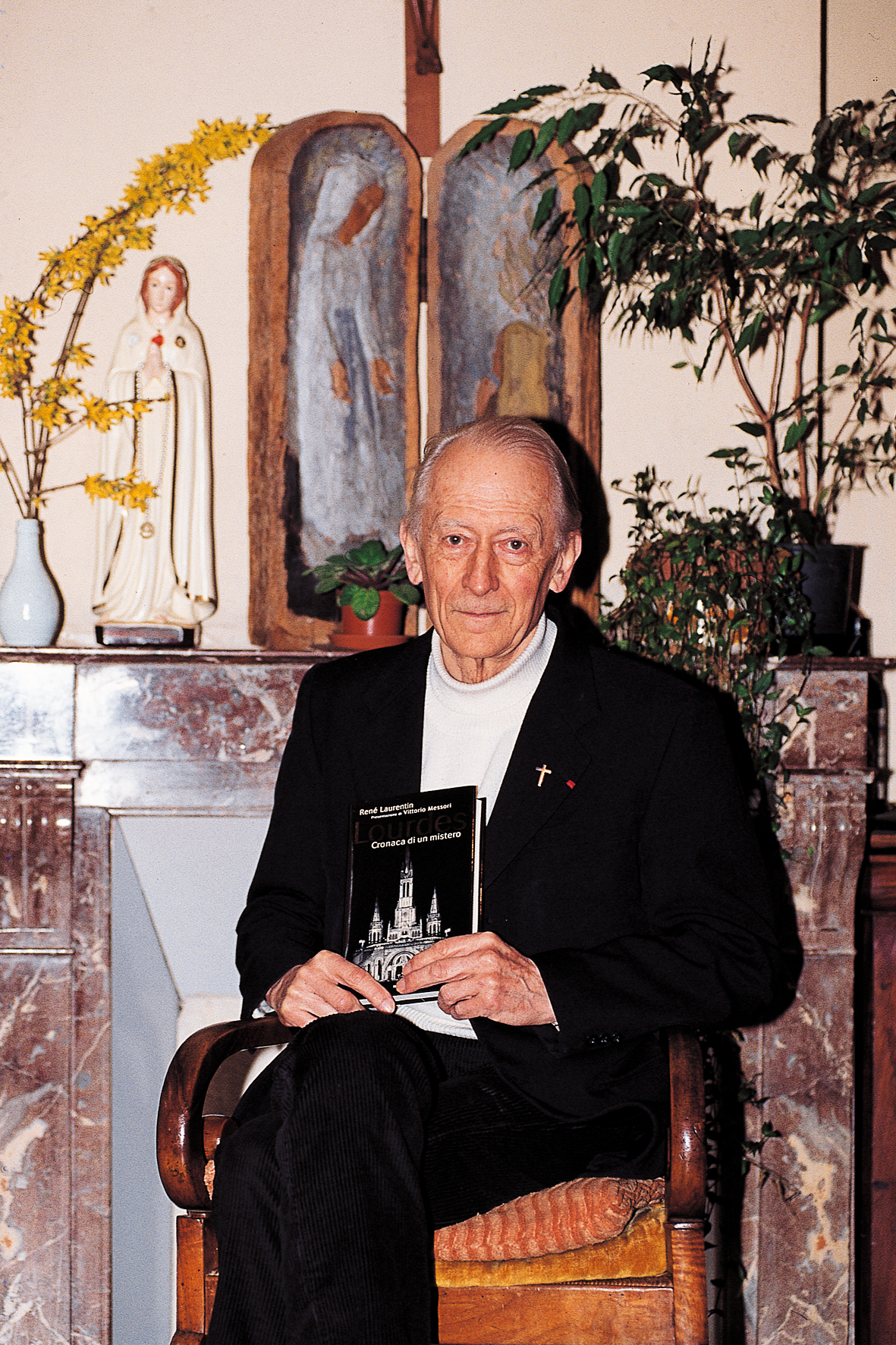
René Laurentin (1996)

René Laurentin (* 19. Oktober 1917 in Tours; † 10. September 2017 in Évry) war ein französischer katholischer Priester, Theologe und Mariologe.

## Leben
Laurentins Eltern waren der Architekt Maurice Laurentin und dessen Frau Maria. Nach dem Schulabschluss trat er im Oktober 1934 in das Priesterseminar in Paris ein. In seinen Studien spezialisierte er sich auf Thomas von Aquin. 1938 erhielt er einen Abschluss in Philosophie an der Sorbonne. Das anschließende Theologiestudium wurde durch den Militärdienst unterbrochen. Laurentin diente während des Zweiten Weltkriegs als Offizier im französischen Heer. Er war Kriegsgefangener in Deutschland. Während der Gefangenschaft belegte er Kurse in Hebräisch und Mariologie an der Lageruniversität seines Offizierslagers (Oflag).
Nach dem Krieg setzte Laurentin seine Studien fort, absolvierte die Prüfungen und empfing am 8. Dezember 1946 die Priesterweihe. 1952 wurde er an der Sorbonne mit einer philosophischen Arbeit über „Maria – Kirche – Priestertum. Versuch über die Entwicklung einer religiösen Idee“ promoviert. Mit dem zweiten, theologischen Teil dieser Arbeit wurde er 1953 am Katholischen Institut von Paris zum Doktor der Theologie promoviert. 1955 wurde Laurentin Ordinarius für Theologie an der Université Catholique de l’Ouest in Angers. Zugleich gab er bei den Franziskanern Kurse in Mariologie und wurde 1962 Vizepräsident der französischen mariologischen Studiengesellschaft. Im selben Jahr wurde er als Experte zu den Verhandlungen des Zweiten Vatikanischen Konzils hinzugezogen, nachdem er schon seit 1960 als Konsultor an den vorbereitenden Arbeiten teilgenommen hatte. Wesentliche Teile der dogmatischen Aussagen des Konzils zu Maria wurden von ihm entworfen. Zu gleicher Zeit untersuchte Laurentin diverse Marienerscheinungen. Er wirkte als Korrespondent für die Zeitung Le Figaro und verfasste viele Artikel und Kommentare über das Zweite Vatikanische Konzil und die Wahl des Papstes Paul VI. Er machte das Konzil zum Gegenstand eigener wissenschaftlicher Forschungen.
Laurentin wurde zu den Marienerscheinungen in Lourdes, Fátima, Pontmain und anderen zu Rate gezogen. Er publizierte zahlreiche Arbeiten über Marienerscheinungen. Dabei ging er von einem theologischen Ansatz aus (keinem religionswissenschaftlichen oder psychologischen), um das Wesen der Sache beschreiben zu können.
Laurentin war am Seligsprechungsprozess für Yvonne-Aimée de Jésus beteiligt und publizierte acht Bände über die Mystikerin. Laurentin war als Gastdozent an Hochschulen Italiens und der USA tätig. Er veröffentlichte zahlreiche Aufsätze und hatte Auftritte in Funk und Fernsehen. Mehrfach wurde er von Päpsten in Audienz empfangen. Laurentin war Mitglied der päpstlichen Internationalen Theologenkommission und der französischen Redaktion der internationalen theologischen Zeitschrift Concilium. Er schrieb Bücher, unter anderen Heiligenbiographen, und publizierte zu den angeblichen Marienerscheinungen in Međugorje. Laurentin setzte sich in diesem wie in vielen anderen Fällen (Vassula Ryden, Scottsdale/Arizona, Saint Nicolas/Argentinien) für die kirchenamtliche Anerkennung der Echtheit der Erscheinungen ein.
Laurentin lebte zuletzt im Konvent „La Solitude“ der kontemplativen Schwestern der Kongregation Notre Dame de Sion in Évry.
Die Académie des Sciences Morales et Politiques in Paris vergibt seit 2000 alle zwei Jahre den Preis „Prix René Laurentin pro Christo“ für ein christologisches Werk.

## Ehrungen und Auszeichnungen
- Katholischer Kulturpreis (1996)
- Offizier der Ehrenlegion
- Broquette-Gonin-Preis für Geschichte der Académie française

## Werke

### Auswahl französischer Werke
- La Question mariale, (1963).
- Vie de Bernadette, (1978).
- Vie authentique de Catherine Labouré, (1981).
- Les Évangiles de l’enfance du Christ, (1983).
- Petite vie de Catherine Labouré, (1984).
- Petite vie de Jean-Baptiste, (1993).
- Scottsdale: Messages du Christ et de Marie à une paroisse des États-Unis, (1993).
- Marie, clé du mystère chrétien, (1994).
- Je crois en Dieu, (1995).
- Le Démon, mythe ou réalité? (1995).
- Multiplication des apparitions de la Vierge aujourd’hui, (1995).
- Un Avent avec Marie vers l’an 2000, (1996).
- Vie authentique de Jésus Christ, (1996).
- L’Esprit Saint, cet inconnu, (1997).
- Dieu notre père, (1998).
- L’Esprit Saint, source de vie, (1998).
- La Trinité mystère et lumière, (1999).
- Traité sur la Trinité, (2000).
- Découverte du secret de La Salette, (2002).
- Lourdes, récit authentique des apparitions, (2002).
- Nouveau Diatessaron, (2002).
- Marie Deluil-Martiny, (2003).
- Mémoires. Chemin vers la lumière, (2005). Erinnerungen.
- Petite vie de Louis-Marie Grignion de Montfort, (2005).

### Übersetzungen ins Deutsche
- Der Sinn von Lourdes, Luzern 1958.
- Die marianische Frage, Freiburg i. Br. 1965.
- Mutter Jesu, Mutter der Menschen. Zum Verständnis der marianischen Lehre nach dem Konzil, Limburg 1967.
- Struktur und Theologie der lukanischen Kindheitsgeschichte, Stuttgart 1967.
- Die neuen Forderungen der Liebe, Graz 1971.
- Das Leben der Bernadette. Die Heilige von Lourdes, Düsseldorf 1979.
- Das Geschehen von Medjugorje. Eine Untersuchung (mit Ljudevit Rupcic), Graz 1985.
- Medizinische Untersuchungen in Medjugorje (mit Henri Joyeux), Graz 1986.
- Allein Gott. Ludwig Maria Grignion von Montfort und sein Mariengeheimnis, Vallendar 1988.
- Romanische Madonnen (mit Raymond Oursel), Würzburg 1989.
- Ein Ruf Mariens in Argentinien. San Nicolas. Von der Kirche angenommene Erscheinungen. Eine Wiederkehr, die über die Grenzen Lateinamerikas hinausgeht, Hauteville/Schweiz 1992.
- 14 Jahre Erscheinungen. Gebet, Bekehrungen, humanitäre Hilfe. Eine Bewegung, die stärker ist als der Krieg. Letzte Nachrichten aus Medjugorje, Hauteville/Schweiz 1995.
- Wenn Gott Zeichen gibt. Zur Beurteilung Vassulas und vieler anderer, Hauteville/Schweiz 1996.
- Der Teufel – Mythos oder Realität? Die Lehre und die Erfahrungen Christi und der Kirche, Hauteville/Schweiz 1996.
- Gott unser Vater. Jenseits der „vaterlosen Gesellschaft“, Hauteville/Schweiz 1999.
- Yvonne-Aimée de Jésus. Geschichte einer großen Liebe (mit Bernard Billet), Stein am Rhein 2000.
- Die Trinität. Urgrund, Urbild und Urziel aller Liebe, Hauteville/Schweiz 2002.
- Das Leben der heiligen Katharina Labouré, Graz 2007